# Ventalló
Ventalló ist eine katalanische Gemeinde (municipio) mit 891 Einwohnern (Stand: 2024) in der Provinz Girona im Nordosten Spaniens. Sie liegt in der Comarca Alt Empordà. Neben dem Hauptort Ventalló gehören die Ortschaften Saldet, L’Arbre Sec, Els Masos, Montiró, Pelacalç, Valveralla, Vila-robau und Mas Gros.

## Lage
Ventalló liegt etwa 23 Kilometer nordöstlich von Girona unterhalb des Bergzuges Baga d’en Ferran auf einer Höhe von ca. 30 m. 

## Bevölkerungsentwicklung
| Jahr      | 1960 | 1970 | 1981 | 1991 | 2001 | 2011 | 2021 |
| Einwohner | 750  | 622  | 517  | 521  | 619  | 807  | 916  |

## Sehenswürdigkeiten
- Michaeliskirche in Ventalló
- Saturninuskirche in Montir
- Eugenienkirche in Saldet
- Marienkapelle in Montiró
- Andreaskirche in Vila-robau
- Vinzenzkirche in Vallveralla

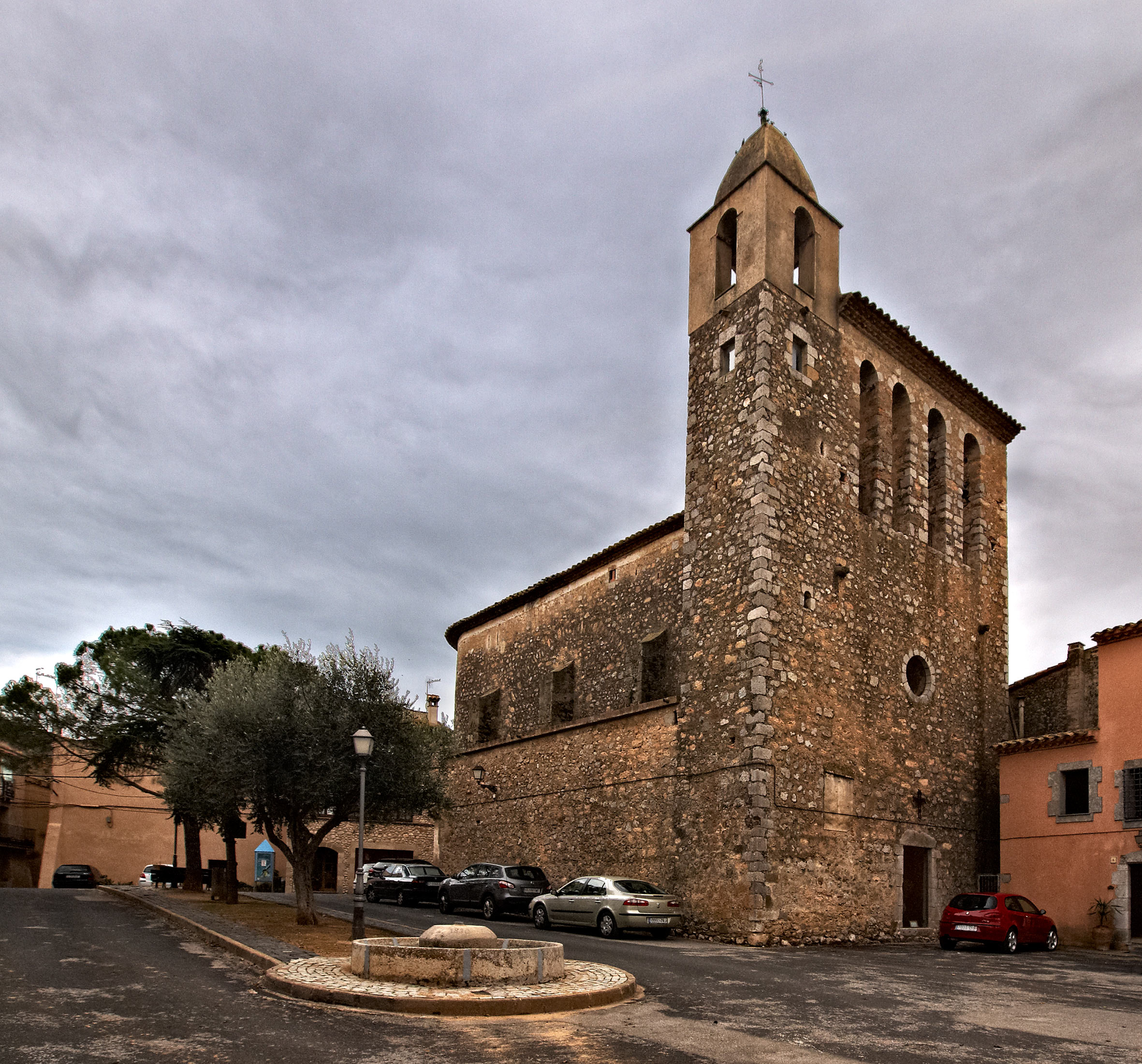
Michaeliskirche
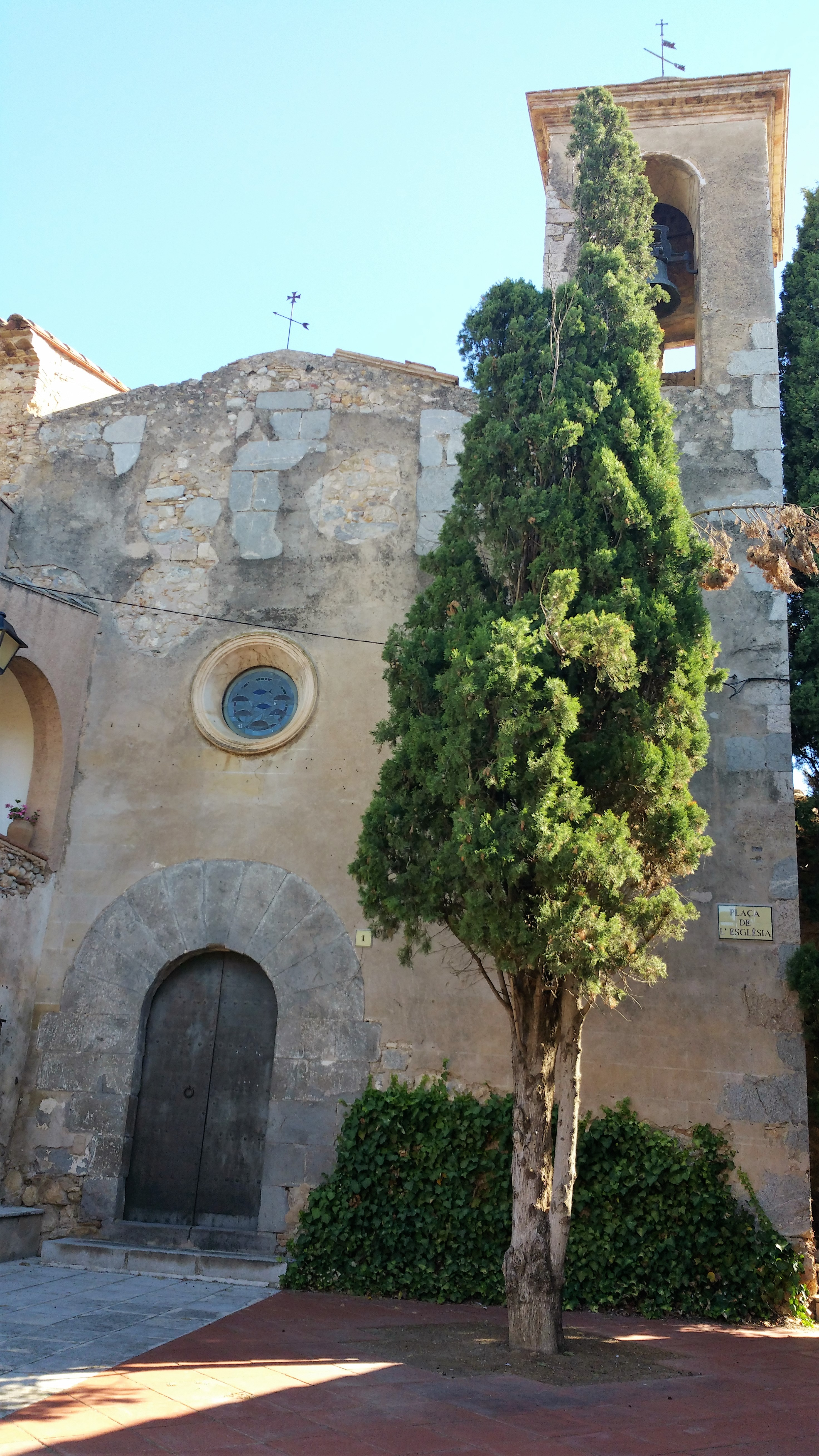
Saturninuskirche
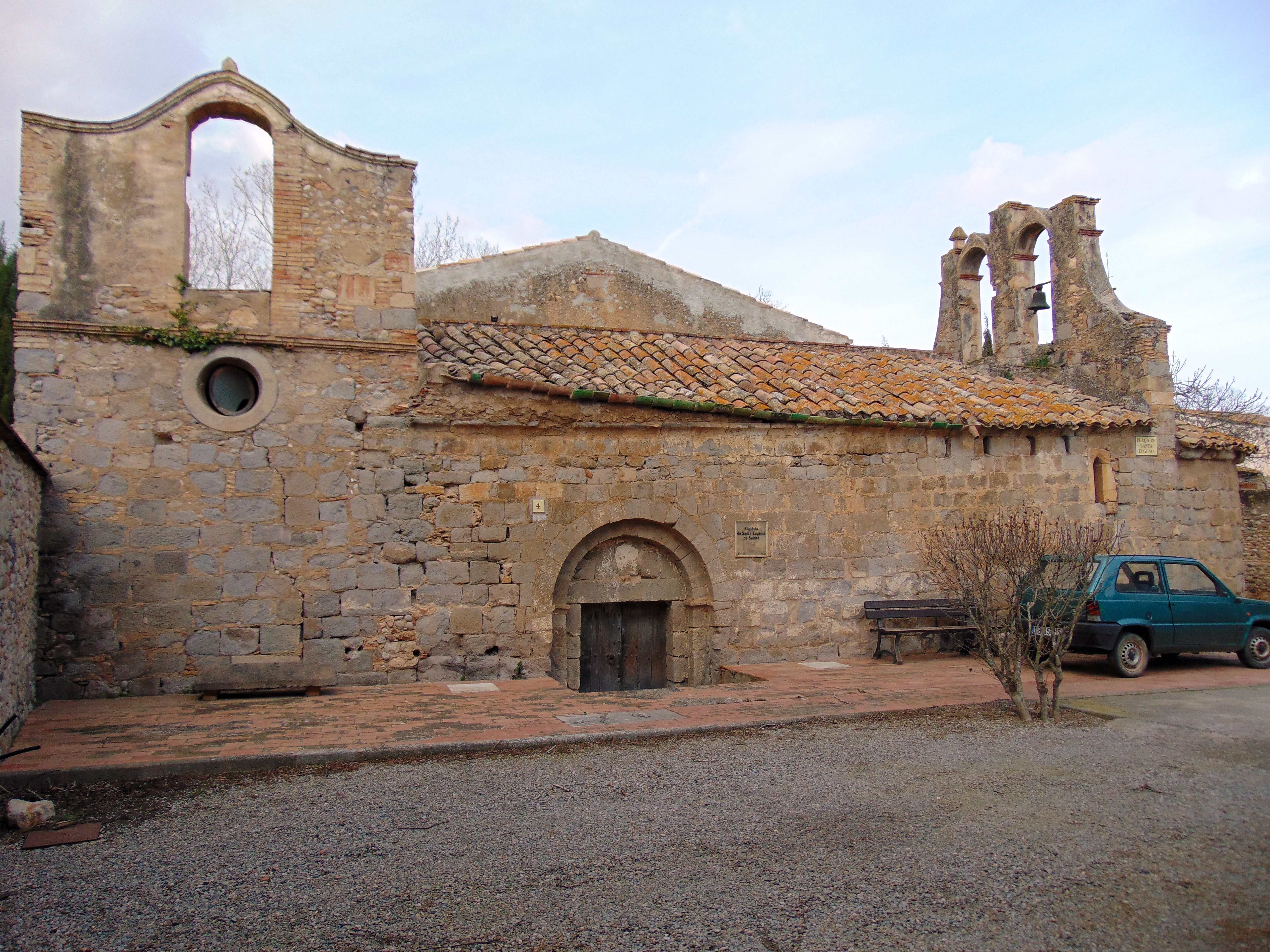
Eugenienkirche
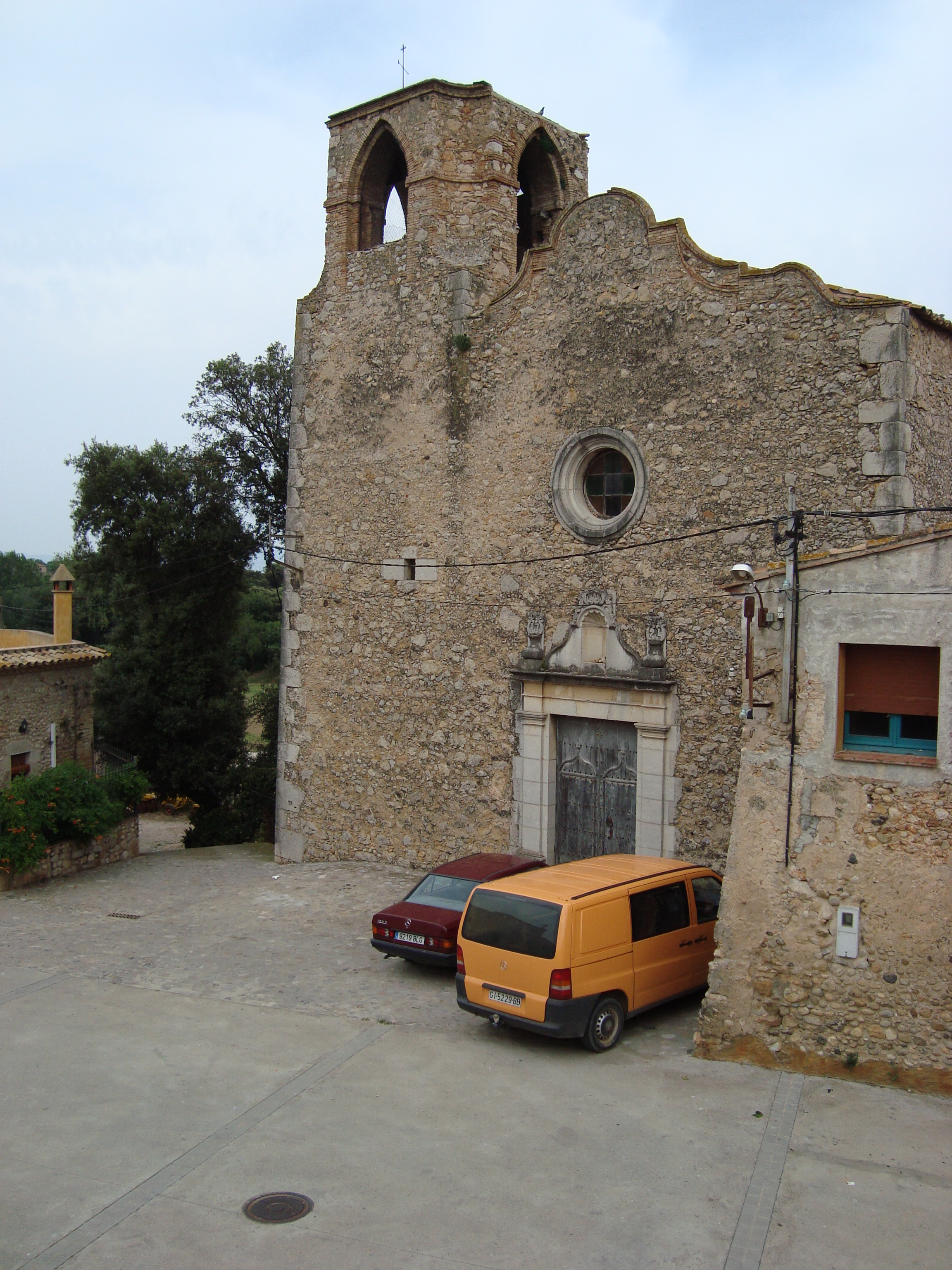
Andreaskirche
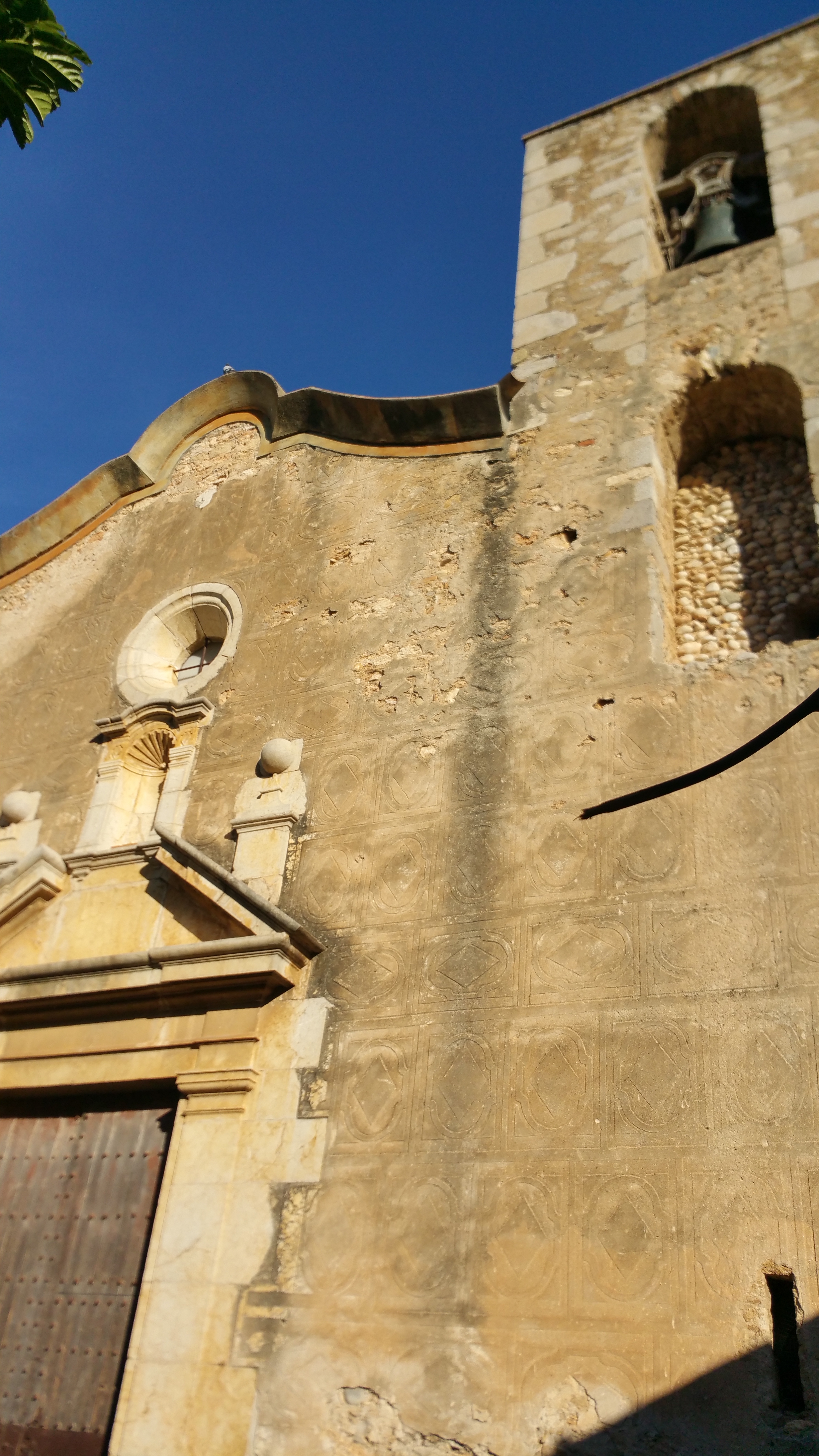
Vinzenzkirche
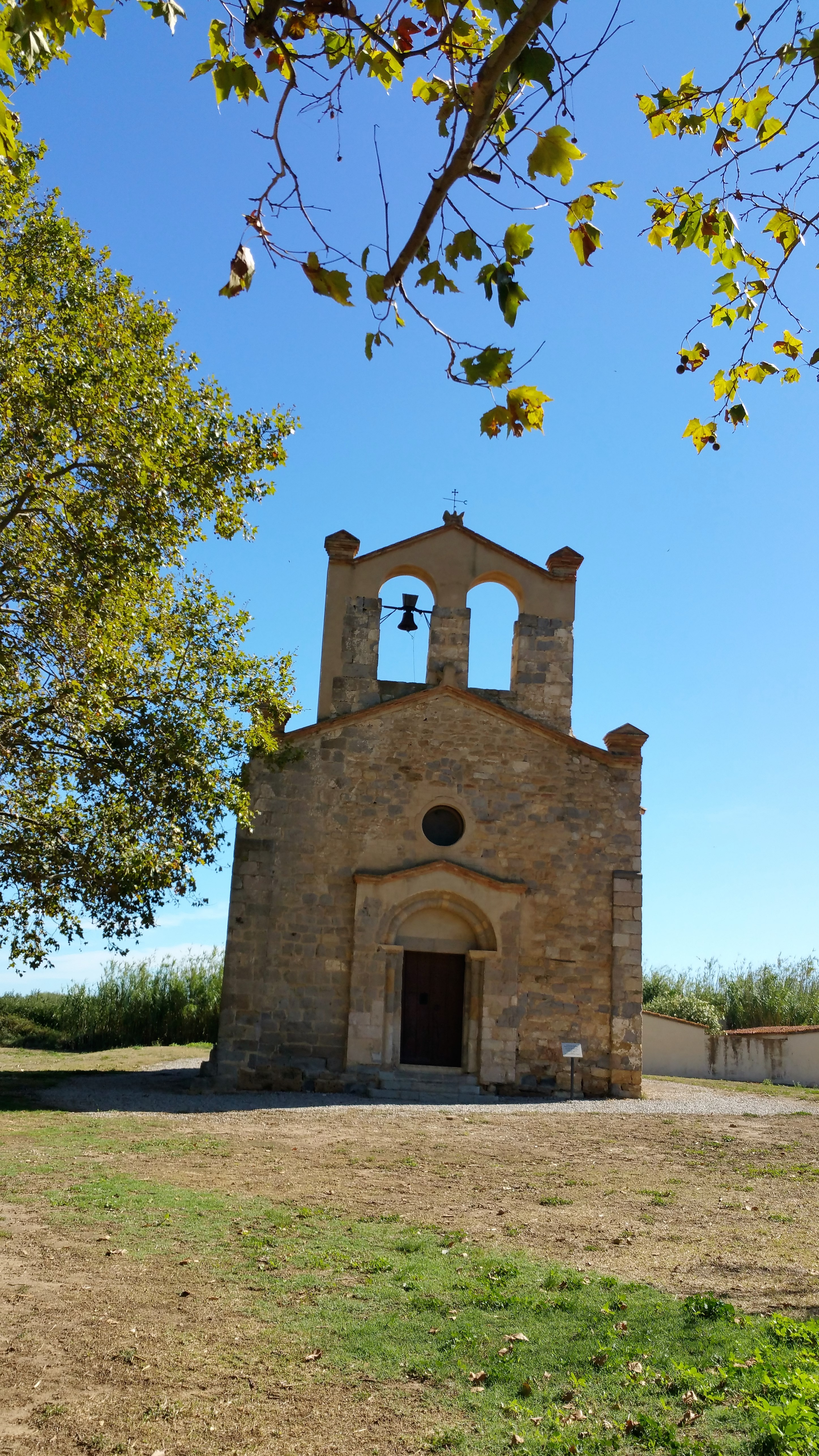
Marienkapelle
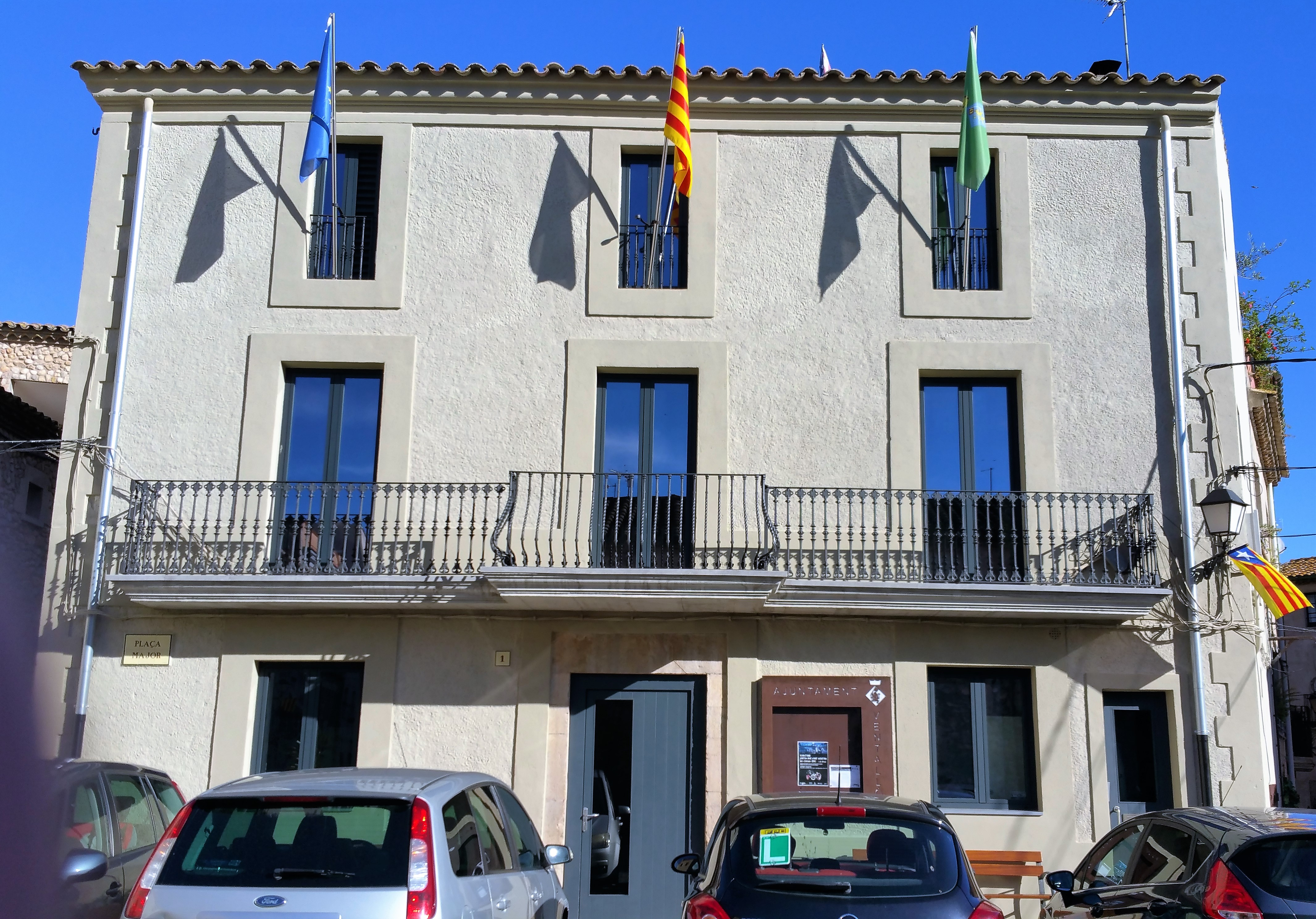
Rathaus